# Manuel Daza Gómez

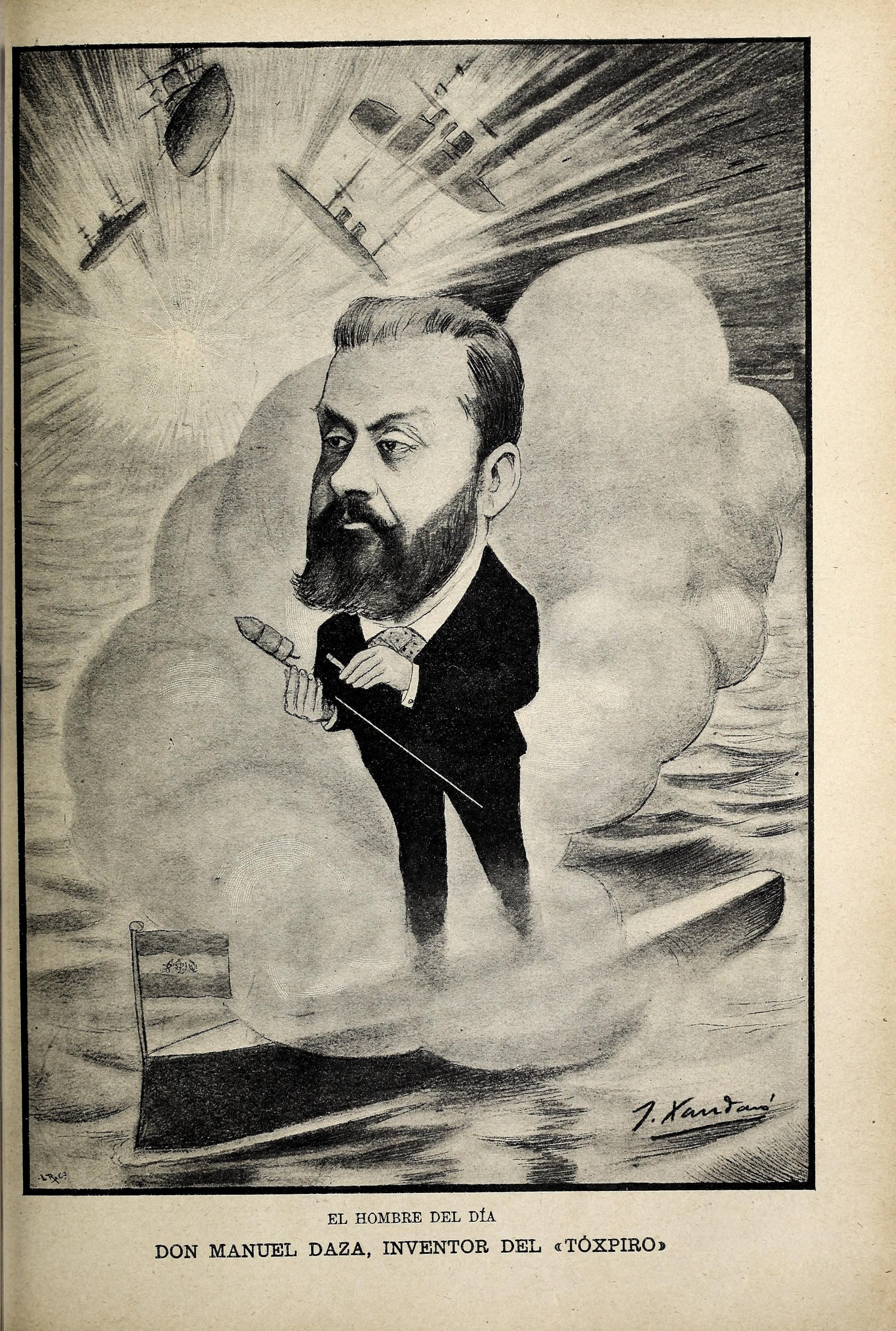
Caricaturizado por Xaudaró (1898)

Manuel Daza y Gómez (1853-1915) fue un ingeniero e inventor español.

## Biografía
Nacido el 31 de julio de 1853, combatió en las filas del bando carlista en la tercera guerra carlista, residiendo en Yecla tras acabar el conflicto.
Desarrollador en 1879 de un diseño de molino de vapor, así como un motor de viento en 1889, acumuló 22 patentes de invenciones entre 1882 y 1914. Durante la guerra hispanoamericana desarrolló el llamado «tóxpiro» —un cohete cónico con aletas que expulsaba gases venenosos— que ofreció al ejército español, pero que, tras unas pruebas, fue descartado por este. Retirado sus últimos días en la localidad de Sanlúcar de Barrameda, falleció en 1915.